# الدمنة (ردمان)

تعديل مصدري - تعديل

الدمنة هي إحدى قرى عزلة المريه بني مر بمديرية ردمان التابعة لمحافظة البيضاء، بلغ تعداد سكانها 94 نسمة حسب تعداد اليمن لعام 2004.